# Cocculina agassizii
Cocculina agassizii is een slakkensoort uit de familie van de Cocculinidae. De wetenschappelijke naam van de soort is voor het eerst geldig gepubliceerd in 1908 door Dall.